# Quiéry-la-Motte
Quiéry-la-Motte è un comune francese di 758 abitanti situato nel dipartimento del Passo di Calais nella regione dell'Alta Francia.

## Società

### Evoluzione demografica
Abitanti censiti